# I Saw Her Standing There
Pistes de Please Please Me
Misery
I Saw Her Standing There est une chanson des Beatles, écrite par Paul McCartney et John Lennon. Elle constitue le tout premier titre de leur premier album, Please Please Me, paru en Grande-Bretagne le 22 mars 1963. Elle ouvre aussi leur premier disque américain, Introducing… The Beatles, paru le 10 janvier 1964.

## Genèse

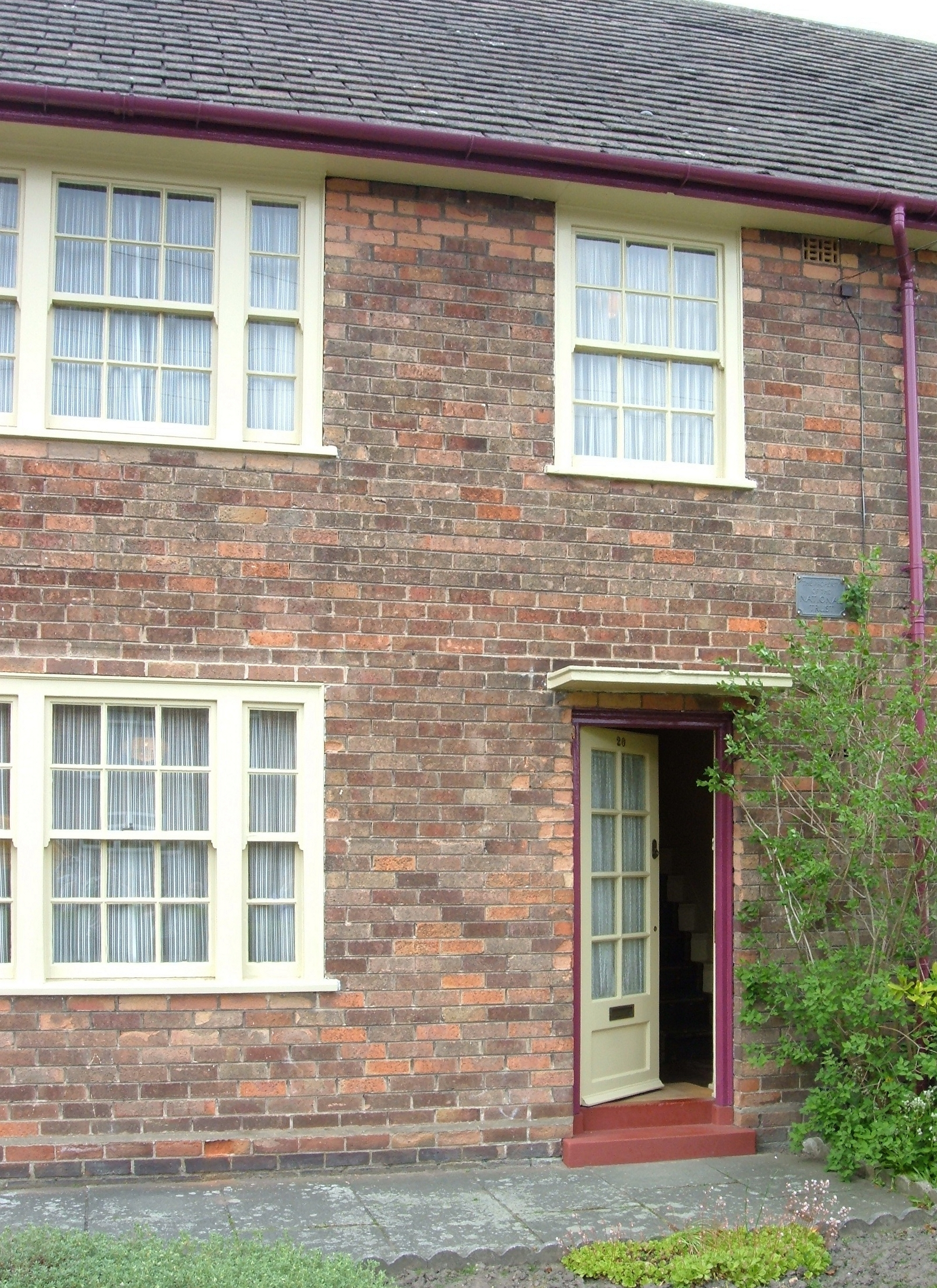
20 Forthlin Road, la maison de Paul McCartney, où une partie de la chanson a été composée.

La fraîcheur et l'énergie communicative qui se dégage de I Saw Her Standing There lui valent de faire l'ouverture de l'album. C'est à Paul que revient l'honneur de chanter la toute première chanson du groupe pour son tout premier album.
Paul McCartney jette les bases de la chanson (qui s'intitule alors Seventeen) en revenant en voiture d'un concert à Southport, dans le Merseyside, en juillet 1962. Il pense à mettre en vedette une fille de dix-sept ans, afin que le public des Beatles, majoritairement féminin, puisse facilement s'y identifier. Il pensait en fait à Iris Caldwell, sa copine de l'époque et sœur de Rory Storm, leader du groupe rival et ami Rory Storm and The Hurricanes, dans lequel jouait auparavant Ringo Starr. Comme pratiquement toutes les chansons de cette époque, Paul la compose sur sa première guitare, une Zenith model 17.
En septembre 1962, (soit cinq mois avant l'enregistrement), lorsqu'à son domicile du 20 Forthlin Road, à Liverpool, il présente à John Lennon la chanson, elle est quasiment achevée. Ayant séché l'école, ils la terminent dans le salon sur leurs guitares, et un peu au piano. Mais John fait remarquer que la première phrase des paroles est maladroite. « À l'origine, les paroles étaient « she was just seventeen, never been a beauty queen ». Je savais que c'était mauvais, je l'avais écrite juste parce que ça rimait », raconte McCartney,. Lennon l'arrête et se met à rire : « C'est une blague, cette phrase, non ? Faut changer ça ! ». Après avoir parcouru dans l'alphabet les mots rimant avec seventeen (« between, clean, lean, mean… »), Lennon remplace « never been a beauty queen » par un « you know what I mean » plus ambigu (« elle n'avait que dix-sept ans, vous voyez ce que je veux dire ? », ce qui peut être compris comme un sous-entendu sexuel),. À la suite de cela, Lennon et McCartney terminent la mélodie et écrivent les paroles dans un manuel d'exercice du Liverpool Institute, où Paul étudie.
La ligne de basse de la chanson, qui donne le groove et renforce l'atmosphère rock 'n' roll, a été reprise note pour note d'une chanson de Chuck Berry, I'm Talking About You, parue en 1961. « Elle convenait parfaitement à ce morceau », explique McCartney. « Même aujourd'hui, la plupart des gens ne me croient pas quand je le leur dis. C'est pour cela que je maintiens qu'une ligne de basse n'a pas besoin d'être originale ». Le 16 mars 1963, les Beatles enregistrent cette chanson de Berry en direct à l'émission Saturday Club à la BBC qu'on peut maintenant entendre sur le disque On Air - Live At The BBC Volume 2. Le bassiste a plus de chance que son partenaire John Lennon, qui sera poursuivi en justice par l'éditeur Morris Levy (en) quelques années plus tard, pour avoir utilisé quelques paroles et la même suite d'accords d'une autre chanson de Chuck Berry, dans Come Together.
John a déclaré que Paul avait fait du bon boulot pour produire ce morceau que George Martin qualifiait d'« œuvre alimentaire (en) ».

## Enregistrement
I Saw Her Standing There, alors toujours intitulée Seventeen, est enregistrée dans le studio no 2 d'Abbey Road le 11 février 1963, durant le marathon de 585 minutes au cours duquel sont mises en boîte dix des quatorze chansons de l'album Please Please Me. Neuf prises sont enregistrées en avant-midi, après le travail sur There's a Place de John Lennon.

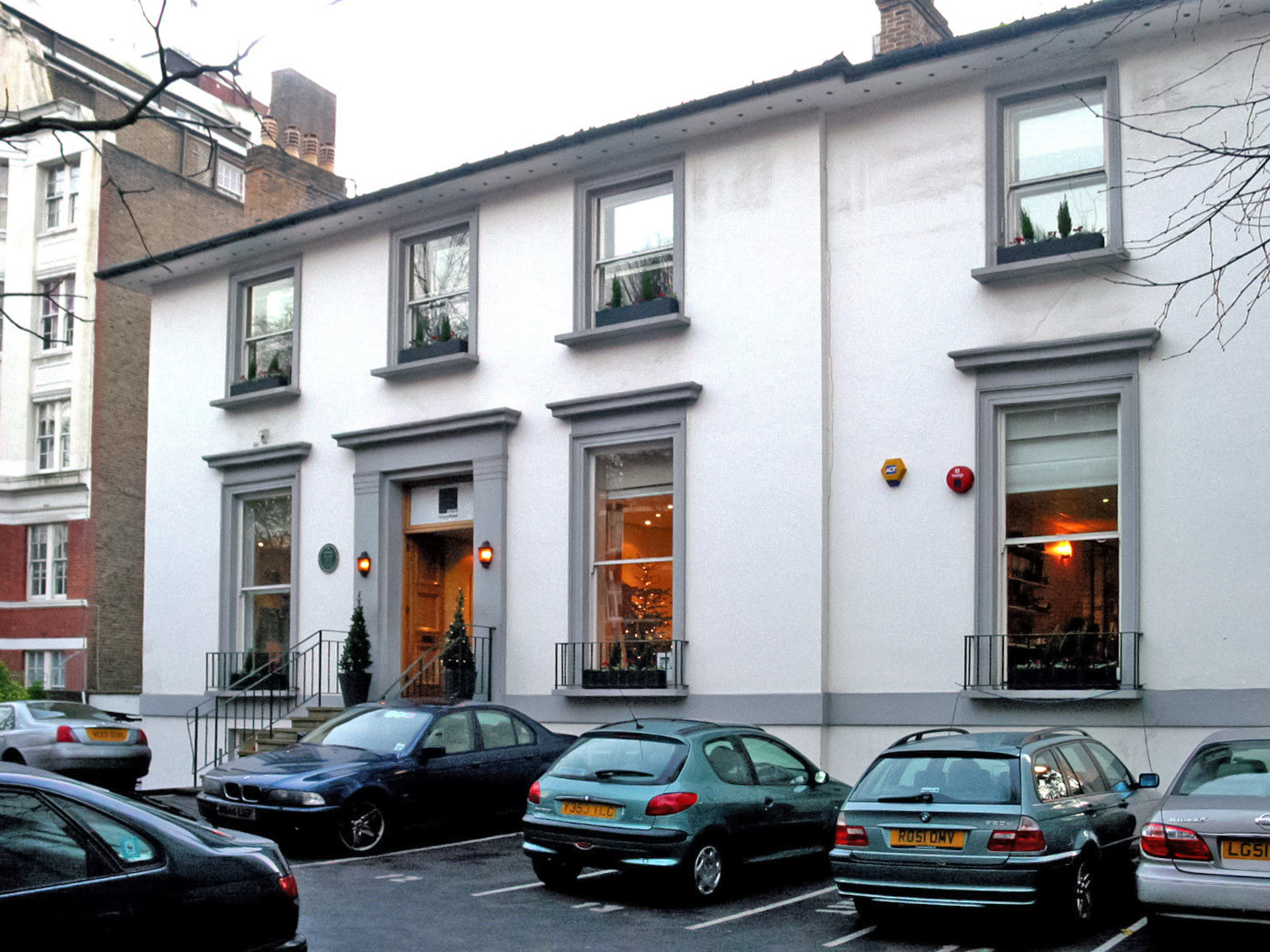
C'est aux studios EMI d'Abbey Road que l'album Please Please Me est enregistré, en moins de dix heures.

Le décompte « one, two, three, four! » caractéristique de la chanson, évocateur des concerts au Cavern Club et de l'idée première du producteur George Martin de faire un album live, n'apparaît pas avant la neuvième prise ; auparavant, McCartney introduit la chanson avec un simple murmure. C'est peut-être la raison pour laquelle les Beatles ont du mal avec le tempo durant les huit premières prises, accélérant le rythme à chaque fois. McCartney se sert de cette anomalie comme excuse lorsqu'il se trompe dans les paroles à la sixième prise (« She… I'll never dance with another… »). Il se reprend rapidement, mais George Martin le remarque et interrompt l'enregistrement. Face au reproche de Martin, le bassiste se défend : « Ça va trop vite ! ».
Après la pause déjeuner que les quatre garçons sautent à la surprise générale, préférant peaufiner encore et encore leurs morceaux, Martin décide de rajouter des claps. La technique de superimposition, terme propre à EMI pour désigner les re-recordings ou overdubbings, est alors utilisée. Plus tard, dans l'après-midi, les Beatles enregistrent trois autres prises (dix, onze et douze), et se réunissent donc autour du micro pour enregistrer leurs claquements de mains. L'un d'eux se trompe dans le rythme, et les autres en sont déstabilisés, ce qui mène à une confusion totale. McCartney tente de rediriger tout le monde, disant à voix basse : « OK, il faudrait mettre un peu d'ordre… » Après un silence, l'un des Beatles se met à taper des mains à toute vitesse, provoquant l'hilarité générale.
Lors du mixage de l'album, le 25 février 1963 dans le studio 1 d'Abbey Road, en l'absence des Beatles en route pour un concert à Leigh dans le Lancashire, les prises neuf et douze sont jugées les meilleures et utilisées pour le mixage final de la chanson. Deux versions, une mono, l'autre stéréo, sont effectuées. À cette époque, le mixage ne consistait qu'à mettre au niveau souhaité la piste instrumentale avec celle de la voix. Contrairement aux techniques actuelles, c'était une opération plutôt simple et rapide.
Détail technique : il faut savoir qu'en 1963, on n'enregistrait que sur des magnétophones 2-pistes BTR3 appelés Twin-Track : une piste pour les instruments, l'autre pour la voix ou par exemple la guitare solo. C'était véritablement la préhistoire du multipiste. Les Beatles ont enregistré sur ce type d'appareil depuis leur test d'artiste du 6 juin 1962 jusqu'en 1963, quand EMI a adopté des magnétophones 4-pistes. Les re-recordings étaient assez compliqués à réaliser. Ainsi, pour enregistrer les claps de I Saw Her Standing There, la technique consistait à injecter, via la console de mixage, les deux prises enregistrées le matin même sur le premier Twin-Track (prise 9) sur un second Twin-Track, qui lui-même enregistrait en temps réel les claps joués en direct.
On peut remarquer que la version américaine de la chanson commence par "four!" En fait, lorsque les techniciens de Vee Jay reçoivent la bande master de l'album "Please Please Me" afin de réaliser la version américaine Introducing... The Beatles, ils pensent que le décompte de Paul est une erreur passée inaperçue et se font fort de la rectifier en la supprimant, ni plus ni moins. Et comme ils n'arrivent pas à couper correctement le « four », ils décident à contrecœur de le laisser!  

### Interprètes
- John Lennon : guitare rythmique (1958 Rickenbacker 325c58), chœurs, claquements de mains
- Paul McCartney : guitare basse (1961 Höfner 500/1 61'), chant, claquements de mains
- George Harrison : guitare solo  (1957 Gretsch G6128 'Duo Jet'), claquements de mains
- Ringo Starr : batterie (1960 Premier Duroplastic Mahoganny), claquements de mains

### Équipe technique
- George Martin : producteur
- Norman Smith : ingénieur du son
- Richard Langham : assistant ingénieur
- A.B. Lincoln : assistant ingénieur

## Paroles et musique
Morceau typiquement rock 'n' roll, I Saw Her Standing There est décrit par George Martin comme une chanson « bouillonnante, qui fonce, chargée d'énergie, irrésistible ». Ce premier morceau définit bien le style des Beatles à leurs débuts : des paroles simples et une musique énergique mais toujours mélodique.
Ce morceau, qui ouvre l'album Please Please Me, est un rock tout ce qu'il y a de plus classique concernant sa structure et sa progression d'accords (mi, la, si…). Le pont est en la, avec montée sur un si et retour en la quand la voix du chanteur module dans les suraigus (« …and i held her hand in maïïïïïïïïïïne »). Seule particularité, le refrain (« So how could I dance with another, when I saw her standing there ») est chanté, en partant de mi, sur une montée en sol dièse, la et do. La chanson est notamment marquée par la ligne de basse énergique et rapide de Paul McCartney, repiquée d'une chanson de Chuck Berry.
Le décompte « one, two, three, four! » caractéristique de la chanson évoque l'ambiance d'un concert et l'idée originale d'enregistrer un album live. Le journaliste Richard Williams a fait le parallèle entre cette introduction et celle d'Elvis Presley pour son Blue Suede Shoes sept ans plus tôt, qui ouvrait aussi son premier album.
La chanson raconte une histoire simple, typique des chansons rock 'n' roll de l'époque. Un jeune homme est dans un club et remarque une fille « dont la beauté est incomparable » danser comme il n'a jamais vu danser. Un peu gêné, il traverse la pièce pour danser avec elle, et tombe amoureux. Le chanteur est complice de l'auditeur, lorsqu'il parle de l'âge de sa conquête ; c'est le premier exemple d'identification avec le public dans les textes des Beatles, qui devient l'une des clés de leur succès.

## Parution et représentations
En décembre 1963, Capitol Records publie la chanson aux États-Unis, en face B du premier single des Beatles paru sur ce label, I Want to Hold Your Hand. Ce titre est le premier no 1 du groupe dans ce pays, à partir du 18 janvier 1964, et pour sept semaines consécutives. I Saw Her Standing There entre dans le Billboard Hot 100 le 8 février 1964 et y reste onze semaines, atteignant la quatorzième place. La chanson est incluse dans les deux premiers albums américains, Introducing… The Beatles (Vee-Jay Records) et Meet the Beatles! (Capitol Records).
I Saw Her Standing There constitue un des moments forts des concerts des Beatles, du temps du Cavern Club, de Hambourg, (d'où un enregistrement amateur est publiée sur la version européenne du bootleg Live! at the Star-Club in Hamburg, Germany; 1962 en 1977) jusqu'à leur première tournée américaine en février 1964. Une version très énergique, enregistrée en concert au Karlaplansstudion de Stockholm le 26 octobre 1963, est disponible sur le disque Anthology 1 paru en 1995. Elle est précédée de ces paroles de  John Lennon : « Ce que nous avons fait de meilleur n'a jamais été enregistré. [...] Nous jouions du vrai rock dans les salles de danse, à Liverpool et à Hambourg, et ce que nous produisions était fantastique. Il n'y avait personne pour nous égaler en Grande-Bretagne ».
Elle sera enregistrée à dix occasions dans les studios de la BBC. Une version tirée de l'émission Easy Beat du 20 octobre 1963, enregistrée devant public quatre jours plus tôt, se retrouve aujourd'hui sur le disque Live at the BBC et une autre, enregistrée le 7 septembre 1963 pour Saturday Club et mise en ondes le 5 du mois suivant, est disponible sur On Air - Live At The BBC Volume 2. Elle a été demixée avec l'aide de l'intelligence artificielle, technologie développée par l'équipe de Peter Jackson, et remixée par Giles Martin en 2023 et rajoutée à la compilation The Beatles 1962–1966.
La chanson a été interprétée par les membres des Beatles même après la séparation du groupe. John Lennon l'a jouée lors de sa dernière prestation publique le 28 novembre 1974 aux côtés d'Elton John au Madison Square Garden, la présentant au  public comme une chanson écrite « par une vieille fiancée dont je suis séparé, nommée Paul ! ». Cette version se retrouve sur l'album live d'Elton, Here and There. De son côté, depuis la fin des années 1980, Paul McCartney l'inclut régulièrement dans ses concerts.
I Saw Her Standing There avec Till There Was You, She Loves You et I Want to Hold Your Hand sont chacune mises en vente en quantité limité à 1,500 copies en format vinyle 3 pouces (7,62 cm) pour le Record Store Day de 2024. Ce sont les versions studio des chansons parmi celles qui ont été interprétées au Ed Sullivan Show en février 1963. De plus, 2,300 minis platine tourne-disques spécialement conçues pour l'occasion, incluant les quatre disques, sont aussi disponibles.

### Publication en France
La chanson arrive en France en septembre 1963 sur la face B d'un 45 tours EP (« super 45 tours »), accompagnée  de Please Please Me ; sur la face A figurent From Me to You et Ask Me Why. La pochette est illustrée d'une photo d'Angus McBean (en), la même que celle sur le EP The Beatles' Hits.

## Reprises et adaptations
La chanson a été reprise notamment par les Who, Daniel Johnston, et Link Wray. Le 28 novembre 1974, Elton John l'a interprété au Madison Square Garden accompagné de John Lennon (version parue en face B du single Philadelphia Freedom). Tiffany l'a interprétée en 1989 et a atteint la 8e position au Royaume-Uni et la version de The Tubes, dans un style plus hard rock, la 82e aux États-Unis en 1978.  Le groupe français Mickey 3D en ont fait une version que l'on retrouve sur l'album Live à Saint-Étienne (2004).
En 1963, Johnny Hallyday l'a interprété en français sous le titre Quand je l'ai vu devant moi.  Les Bidochons en ont fait une parodie intitulée Assaut sur mon grand-père. Mimi, la chanteuse du groupe mexicain Flans, l'a interprétée en espagnol sous le titre Te Ví Parado Ahí (qui signifie I Saw You Standing There). 
Cette chanson figure dans le film Rain Man de Barry Levinson (1988): C'est la chanson que chantait Raymond (Dustin Hoffman) à son frère Charlie Babbitt (Tom Cruise) quand il était petit.
Adaptation en romanche (rumantsch grischun) en 2005 par Mario Pacchioli & Band, sous le titre Sco 'la steva là.
La chanson figure sur l’album Last Man Standing de Jerry Lee Lewis, sorti le 26 septembre 2006. Sur cette piste, Little Richard, une autre icône du rock 'n' roll accompagne le pianiste au chant.